# Генріх Ґото
Генріх Ґото (нім. Heinrich Gotho, 3 травня 1872, Долина, тепер Івано-Франківська область, Україна — 29 вересня 1977, Лос-Анджелес, Каліфорнія, США) — австрійський актор, який відомий своїми ролями у фільмах: «Корабель загублених людей» (1929), «Жінка на Місяці» (1929) та «Заповіт доктора Мабузе» (1933).

## Біографія
Генріх Ґото, а тоді Генріх Готтесман, народився в Долині, в Галичині, яка до 1918 року входила до Австро-Угорщини. Щоб стати актором поїхав навчатися до Відня. Свою кар'єру розпочав у Літомержице (тепер Чехія) в 1890 році. Далі були Опава (тепер Чехія, 1894/95), Любляна (тепер Словенія, 1896/97) і Мерано (тепер Італія), 1897/98). Під час сезону 1899/1900 років у Ліберці (тепер Чехія) він прийняв сценічне ім'я Генріх Ґото. Далі були Бєльсько-Бяла (тепер Польща, 1901—1903), Чеське Будейовице (1903/04) та Опатія (тепер Хорватія, 1905/06).
У 1907 році Генріх Ґото перебрався до Відня, де грав у Віденському ансамблі, а в 1908 році переїхав до Німеччини, де грав у містах Айслебені в 1908 році та в Ельберфельді в 1909 році. Як театральний актор він утверди́вся на берлінській сцені в 1911 році.
Його перший кінодебют відбувся в 1912 році у німому фільмі «Марка Маврикій» (Die Mauritiusmakre). Після зустрічі з австрійсько-німецько-американським кінорежисером Фріцом Лангом взяв участь у кількох його фільмах граючи невеликі ролі, однак грав також у фільмах інших режисерів.
Його кар'єра закінчилася в 1933 році, коли як єврей він більше не мав можливості працювати.

## Фільмографія
- 1912 : «Марка Маврикій» / (Die Mauritiusmakre)
- 1922 : «Лжедмитрій»[de] / (Der falsche Dimitry) —  Бур, Лар, То, шаманський фокусник
- 1922 : «Доктор Мабузе, гравець» / (Dr. Mabuse, der Spieler) —  у титрах не зазначений
- 1923 : «Тінь - нічна галюцинація»[de] / (Schatten – Eine nächtliche Halluzination) —  у титрах не зазначений
- 1923 : «Принцеса Суварін»[de] / (Die Prinzessin Suwarin) —  у титрах не зазначений
- 1927 : «Магія вихідних»[de] / (Wochenendzauber) —  продавець морозива
- 1927 : «Метрополіс» / (Metropolis) —  у титрах не зазначений
- 1929 : «Корабель загублених людей»[de] / (Das Schiff der verlorenen Menschen) —  моряк
- 1930 : «Кохання на рингу»[de] / (Liebe im Ring) — в невеликій ролі
- 1931 : «Мері» / (Mary) —  у титрах не зазначений
- 1931 : «M» / (M) —  перехо́жий
- 1933 : «Спадкоємці сміються»[de] / (Lachende Erben) — родич при відкритті заповіту
- 1933 : «Жінка на Місяці» / (Frau im Mond) — орендар другого поверху
- 1933 : «Заповіт доктора Мабузе»[de] / (Das Testament des Dr. Mabuse) — в невеликій ролі
- 1933 : «В місті ходить невидимка»[de] / (Ein Unsichtbarer geht durch die Stadt) — в невеликій ролі